# Inno della Repubblica Socialista Sovietica Azera
L'inno di stato della RSS Azera era l'inno nazionale dell'Azerbaigian quando era una repubblica dell'Unione Sovietica, conosciuta come RSS Azera.
L'inno fu utilizzato dal 1945 al 1992. Fu composto da Üzeyir Hacıbəyov, che compose anche la Marcia dell'Azerbaijan, l'attuale inno nazionale. Suleyman Rüstəm, Səməd Vurğun e Hüseyn Arif scrissero i versi che furono modificati nel 1978 per rimuovere i riferimenti a Iosif Stalin. Quest'ultima è la versione sotto presentata.

## Testi

### Versione post-stalinista
| Alfabeto cirillico (ufficiale) | Jaꞑalif (obsoleto) | Alfabeto arabo (bandito) | Trascrizione AFI | Alfabeto latino moderno (dal 1992) |
| Азәрбајҹан! Чичәкләнән республика, шанлы дијар! Гадир совет елләриндә һәм азадсан, һәм бәхтијар. Октјабрдан гүввәт алыб сән говушдун сәадәтә, Алгыш олсун бу һүнәрә, алгыш олсун бу гүдрәтә! Хор: Јолумуз Ленин јолудур, партијадыр рәһбәримиз, Коммунизмин ҝүнәшилә нурланаҹаг сәһәримиз. Биз ҝедирик ҝәләҹәјә галибләрин ҹәрҝәсиндә, Јаша, јаша, Азәрбајҹан, бөјүк совет өлкәсиндә! Одлар јурду, бу ағ ҝүнләр ел ҝүҹүнүн бәһрәсидир, Гәһрәманлыг, бир дә һүнәр азад инсан һәвәсидир. Нәсилләрдән-нәсилләрә јадиҝардыр дәјанәтин, Коммунизмә биз ҝедирик, сыра мөһкәм, аддым мәтин. Хор Рәшадәтли рус халгыдыр достлуг, бирлик бајрагдары, Мүгәддәсдир, сарсылмаздыр дост елләрин бу илгары. Гардаш халглар бирлијиндән алдыг ҝүҹү, гүдрәти биз, Гој вар олсун бу иттифаг – шанлы Совет Вәтәнимиз! Хор | Azərʙajçan! Cicəklənən respuʙlika, şanlь dijar! Qadir sovet ellərində həm azadsan, həm ʙəxtijar. Oktjaʙrdan qyvvət alьʙ sən qovuşdun səadətə, Alqьş olsun bu hynərə, alqьş olsun ʙu qydrətə! Xor: Jolumuz Lenin joludur, partijadьr rəhʙərimiz, Kommunizmin gynəşilə nurlanaçaq səhərimiz. Biz gedirik gələçəjə qaliblərin çərgəsində, Jaşa, jaşa, Azərʙajçan, ʙɵjyk sovet ɵlkəsində! Odlar jurdu, ʙu aƣ gynlər el gyçynyn ʙəhrəsidir, Qəhrəmanlьq, ʙir də hynər azad insan həvəsidir. Nəsillərdən-nəsillərə jadigardьr dəjanətin, Kommunizmə ʙiz gedirik, sьra mɵhkəm, addьm mətin. Xor Rəşadətli rus xalqьdьr dostluq, ʙirlik ʙajraqdarь, Myqəddəsdir, sarsьlmazdьr dost ellərin ʙu ilqarı. Qardaş xalqlar ʙirlijindən aldьq gyçy, qydrəti ʙiz, Qoj var olsun bu ittifaq – şanlь Sovet Vətənimiz! Xor | !آذربایجان! چیچک‌لنه‌ن رئسپوبلیکا، شان‌لی دیار .قادیر سووئت ائللرین‌ده هم آزادسان، هم بختیار ،اوکتیابردان قوت آلیب سن قوووشدون سادته !آلقیش اولسون بو هونره، آلقیش اولسون بو قودرته :خور ،یولوموز لئنین یولودور، پارتییادیر رهبریمیز .کوم‌مونیزمین گونشیله نورلاناجاق سحریمیز ،بیز گئدیریک گله‌جه‌یه قالیبلرین جرگه‌سین‌ده !یاشا، یاشا، آذربایجان، بؤیوک سووئت اؤلکه‌سین‌ده ،اودلار یوردو، بو آغ گونلر ائل گوجونون بهره‌سی‌دیر .قهره‌مان‌لیق، بیر ده هونر آزاد اینسان هوه‌سی‌دیر ،نسیللردن-نسیللره یادیگاردیر دیانتین .کوم‌مونیزمه بیز گئدیریک، سیرا مؤهکه‌م، آددیم متین خور ،رشادت‌لی روس خالقی‌دیر دوستلوق، بیرلیک بایراقداری .مقدس‌دیر، سارسیلمازدیر دوست ائللرین بو ایلقاری ،قارداش خالقلار بیرلیین‌دن آلدیق گوجو، قودرتی بیز !قوی وار اولسون بو اتفاق – شان‌لی سووئت وطنیمیز خور | [ɑzæɾbɑjd͡ʒɑn ‖ t͡ʃit͡ʃæclænæn ɾespublikɑ ǀ ʃɑŋɫɯ dijɑɾ ‖] [gɑdiɾ sovet elːæɾindæ hæm ɑzɑd̥sɑn ǀ hæm bæχtijɑɾ ‖] [oktjɑbɾ̩dɑŋ gyvːæt ɑɫɯb̥ sæŋ govuʃdun sæɑdætæ ǀ] [ɑɫgɯʃ oɫsum bu hynæɾæ ǀ ɑɫgɯʃ oɫsum bu gydɾætæ ‖] [χoɾ] [joɫumuz leniɲ joɫuduɾ ǀ pɑɾtijɑdɯɾ ɾæhbæɾimiz ǀ] [komːunizmiɲ ɟynæʃilæ nuɾɫɑnɑd͡ʒɑχ ʃæhæɾimiz ‖] [bizʲ ɟediɾiç ɟælæd͡ʒæjæ gɑliblæɾin d͡ʒæɾɟæsindæ ǀ] [jɑʃɑ jɑʃɑ ǀ ɑzæɾbɑjd͡ʒɑn ǀ bœjyç sovet œʎcæsindæ ‖] [odɫɑɾ juɾdu ǀ bu ɑʝ ɟynlæɾ eʎ ɟyd͡ʒynym bæhɾæsidiɾ ǀ] [gæhɾæmɑŋɫɯχ ǀ biɾ dæ hynæɾ ɑzɑd insɑn hævæsidiɾ ǁ] [næsilːæɾdæn næsilːæɾæ jɑdigɑɾdɯɾ dæjɑnætin ǀ] [komːunizmæ bizʲ ɟediɾiç ǀ sɯɾɑ mœhcæm ǀ ɑdːɯm mætin ‖] [χoɾ] [ɾæʃɑdætli ɾus χɑɫgɯdɯɾ dostɫuχ ǀ biɾliç bɑjɾɑgdɑɾɯ ǀ] [mygædːæsdiɾ ǀ sɑɾsɯɫmɑzdɯɾ dost elːæɾim bu iɫgɑɾɯ ‖] [gɑɾdɑʃ χɑɫgɫɑɾ biɾlijindæn ɑɫdɯχ ɟyd͡ʒy ǀ gydɾæti biz ǀ] [goj vɑɾ oɫsum bu itːifɑχ ǀ ʃɑŋɫɯ sovet vætænimiz ‖] [χoɾ] | Azərbaycan! Çiçəklənən respublika, şanlı diyar! Qadir sovet ellərində həm azadsan, həm bəxtiyar. Oktyabrdan qüvvət alıb sən qovuşdun səadətə, Alqış olsun bu hünərə, alqış olsun bu qüdrətə! Xor: Yolumuz Lenin yoludur, partiyadır rəhbərimiz, Kommunizmin günəşilə nurlanacaq səhərimiz. Biz gedirik gələcəyə qaliblərin cərgəsində, Yaşa, yaşa, Azərbaycan, böyük sovet ölkəsində! Odlar yurdu, bu ağ günlər el gücünün bəhrəsidir, Qəhrəmanlıq, bir də hünər azad insan həvəsidir. Nəsillərdən-nəsillərə yadigardır dəyanətin, Kommunizmə biz gedirik, sıra möhkəm, addım mətin. Xor Rəşadətli rus xalqıdır dostluq, birlik bayraqdarı, Müqəddəsdir, sarsılmazdır dost ellərin bu ilqarı. Qardaş xalqlar birliyindən aldıq gücü, qüdrəti biz, Qoy var olsun bu ittifaq – şanlı Sovet Vətənimiz! Xor |

### Versione originale (1944–78)
| Cirillico (dopo 1958) | Cirillico (1939–58) | Jaꞑalif (1933–39) | Trascrizione AFI | Alfabeto latino moderno (1992–presente) |
| Азәрбајҹан – дүнја ҝөрмүш бу шәрәфли, шанлы дијар, Вәтән ешги бабалардан галмыш әзиз бир јадиҝар, Ганлы дөјүш мејданында биз јаратдыг ағ ҝүнләри – Нәсилләрдән нәсилләрә јурдумузун шөһрәти вар. Хор: Гој вар олсун Азәрбајҹан, Одлар јурду – Ана вәтән Гоҹа Шәргә ҝүнәш доғур јурдумузун гүдрәтиндән. Бајрағымыз сосиализмин гардаш елләр дүнјасыдыр, Јаша вәтән! Халгымызын шәрәфисән, шөһрәтисән. Устадымыз бөјүк Ленин – шанлы зәфәр бајрағымыз, Рәһбәримиз Сталиндир – бизим һәјат нөврағымыз. Ҝөзәл Бакы! Гүдрәтиндән илһам алыр Азәрбајҹан – Азад елли, азад ҝүнлү доғма Совет торпағымыз. Хор Гардашымыз рус халгыдыр азадлығын бајрагдары, Ганымызла сувармышыг бу достлуғу, бу илгары, Јер үзүнүн шөһрәтидир шанлы Совет торпағымыз – Бу торпагда чичәк ачды инсанлығын илк баһары… Хор | Азәрбайҹан – дүня ҝөрмүш бу шәрәфли, шанлы дияр, Вәтән эшги бабалардан галмыш әзиз бир ядиҝар, Ганлы дөйүш мейданында биз яратдыг ағ ҝүнләри – Нәсилләрдән нәсилләрә юрдумузун шөһрәти вар. Хор: Гой вар олсун Азәрбайҹан, Одлар юрду – Ана вәтән Гоҹа Шәргә ҝүнәш доғур юрдумузун гүдрәтиндән. Байрағымыз сосиализмин гардаш элләр дүнясыдыр, Яша вәтән! Халгымызын шәрәфисән, шөһрәтисән. Устадымыз бөйүк Ленин – шанлы зәфәр байрағымыз, Рәһбәримиз Сталиндир – бизим һәят нөврағымыз. Ҝөзәл Бакы! Гүдрәтиндән илһам алыр Азәрбайҹан – Азад элли, азад ҝүнлү доғма Совет торпағымыз. Хор Гардашымыз рус халгыдыр азадлығын байрагдары, Ганымызла сувармышыг бу достлуғу, бу илгары, Ер үзүнүн шөһрәтидир шанлы Совет торпағымыз – Бу торпагда чичәк ачды инсанлығын илк баһары… Хор | Azərʙajçan – dynja gɵrmyş ʙu şərəfli, şanlь dijar, Vətən eşqi ʙaʙalardan qalmьş əziz ʙir jadigar, Qanlь dɵjyş mejdanьnda ʙiz jaratdьq aƣ gynləri – Nəsillərdən nəsillərə jurdumuzun şɵhrəti var. Xor: Qoj var olsun Azərʙajçan, Odlar jurdu – Ana vətən Qoça Şərqə gynəş doƣur jurdumuzun qydrətindən. Bajraƣьmьz sosializmin qardaş ellər dynjasьdьr, Jaşa vətən! Xalqьmьzьn şərəfisən, şɵhrətisən. Ustadьmьz ʙɵjyk Lenin – şanlь zəfər ʙajraƣьmьz, Rəhʙərimiz Stalindir – ʙizim həjat nɵvraƣьmьz. Gɵzəl Bakь! Qydrətindən ilham alьr Azərʙajçan – Azad elli, azad gynly doƣma Sovet torpaƣьmьz. Xor Qardaşьmьz rus xalqьdьr azadlьƣьn ʙajraqdarь, Qanьmьzla suvarmьşьq ʙu dostluƣu, ʙu ilqarь, Jer yzynyn şɵhrətidir şanlь Sovet torpaƣьmьz – u torpaqda cicək acdь insanlьƣьn ilk ʙaharь Xor | [ɑzæɾbɑjd͡ʒɑn ‖ dyɲjɑ ɟœɾmyʃ bu ʃæɾæfli ǀ ʃɑŋɫɯ dijɑɾ ǀ] [vætæn eʃgi bɑbɑɫɑɾdɑŋ gɑɫmɯʃ æziz biɾ jɑdiɟɑɾ ǀ] [gɑŋɫɯ dœjyʃ mejdɑnɯndɑ bizʲ jɑɾɑtdɯχ ɑʝ ɟynlæɾi ǀ] [næsilːæɾdæn næsilːæɾæ juɾdumuzun ʃœhɾæti vɑɾ ‖] [χoɾ] [goj vɑɾ oɫsun ɑzæɾbɑjd͡ʒɑn ǀ odɫɑɾ juɾdu ǀ ɑnɑ vætæn] [god͡ʒɑ ʃæɾgæ ɟynæʃ doɣuɾ juɾdumuzuŋ gydɾætindæn ‖] [bɑjɾɑɣɯmɯz̥ sosiɑlizmiŋ gɑɾdɑʃ elːæɾ dyɲjɑsɯdɯɾ ǀ] [jɑʃɑ vætæn ‖ χɑɫgɯmɯzɯn ʃæɾæfisæn ǀ ʃœhɾætisæn ‖] [ustɑdɯmɯz bœjyç lenin ǀ ʃɑŋɫɯ zæfæɾ bɑjɾɑɣɯmɯz ǀ] [ɾæhbæɾimiz̥ stɑlindiɾ ǀ bizim hæjɑt nœyɾɑɣɯmɯz ‖] [ɟœzæl bɑcɯ ‖ gydɾætindæn ilhɑm ɑɫɯɾ ɑzæɾbɑjd͡ʒɑn ǀ] [ɑzɑd elːi ǀ ɑzɑd ɟynly doɣmɑ sovet toɾpɑɣɯmɯz ‖] [χoɾ] [gɑɾdɑʃɯmɯz ɾus χɑɫgɯdɯɾ ɑzɑdɫɯɣɯm bɑjɾɑgdɑɾɯ ǀ] [gɑnɯmɯzɫɑ suvɑɾmɯʃɯɣ bu dostluɣu ǀ bu iɫgɑɾɯ ǀ] [jeɾ yzynyn ʃœhɾætidiɾ ʃɑŋɫɯ sovet toɾpɑɣɯmɯz ǀ] [u toɾpɑgdɑ t͡ʃit͡ʃæç ɑt͡ʃdɯ insɑŋɫɯɣɯn iʎç bɑhɑɾɯ ‖] [χoɾ] | Azərbaycan – dünya görmüş bu şərəfli, şanlı diyar, Vətən eşqi babalardan qalmış əziz bir yadigar, Qanlı döyüş meydanında biz yaratdıq ağ günləri – Nəsillərdən nəsillərə yurdumuzun şöhrəti var. Xor: Qoy var olsun Azərbaycan, Odlar yurdu – Ana vətən Qoca Şərqə günəş doğur yurdumuzun qüdrətindən. Bayrağımız sosializmin qardaş ellər dünyasıdır, Yaşa vətən! Xalqımızın şərəfisən, şöhrətisən. Ustadımız böyük Lenin – şanlı zəfər bayrağımız, Rəhbərimiz Stalindir – bizim həyat növrağımız. Gözəl Bakı! Qüdrətindən ilham alır Azərbaycan – Azad elli, azad günlü doğma Sovet torpağımız. Xor Qardaşımız rus xalqıdır azadlığın bayraqdarı, Qanımızla suvarmışıq bu dostluğu, bu ilqarı, Yer üzünün şöhrətidir şanlı Sovet torpağımız – u torpaqda çiçək açdı insanlığın ilk baharı… Xor |